# Bundesstraße 440
Die Bundesstraße 440 (Abkürzung: B 440) ist eine Bundesstraße in Niedersachsen. Sie führt von der Kreisstadt Rotenburg (Wümme) nach Bad Fallingbostel. Sie entwickelte sich aus einer alten Heer-Straße von Napoléon Bonaparte.

## Verlauf
Sie beginnt an der B 215, führt durch das sogenannte „Mühlenviertel“ von Rotenburg (Wümme), passiert das nahe gelegene Bothel und durchquert nach rund 20 km die Innenstadt des südöstlich gelegenen Visselhövede. Weiter in südwestlicher Richtung verlaufend quert sie das Bomlitztal nördlich von Bomlitz. In Dorfmark (Ortsteil von Bad Fallingbostel) kreuzt sie die Landesstraße 163 und trifft wenig östlich des Ortes auf die Bundesautobahn 7.